# Tack, o Jesus, för det rika bordet
Tack, o Jesus, för det rika bordet är en böne- och inledningssång av Lina Sandell. Melodier av Otto Lindblad och Göran Stenlund. Sången är präglad av både tacksamhet och vaksamhet ("låt oss ej i fåvitsk iver tvista, / så att livet slocknar ut till slut").

## Publicerad i
- Sionstoner 1889 som nr 108 under rubriken "Guds ord"
- Sionstoner 1935 som nr 32 under rubriken "Inledning och bön"